# Alfred von Tettau
Alfred Christoph Freiherr von Tettau (* 26. Januar 1810 in Berlin; † 26. April 1893 ebenda) war Fideikommissbesitzer und Mitglied des Deutschen Reichstags.

## Herkunft
Seine Eltern waren der Oberlandesgerichtspräsident und Generallandschaftsdirektor von Preußen Ernst von Tettau (1776–1831) und dessen Ehefrau Auguste, geborene Freiin von Schleinitz (178–1848). Sein Bruder Wilhelm (1804–1894) wurde Verwaltungsjurist und Historiker.

## Leben
Tettau war von 1820 bis 1828 auf dem Gymnasium Marienwerder. 1828 trat er in das Garde-Schützen-Bataillon der Preußischen Armee ein, war 1829/34 Sekondeleutnant und wurde dann zum ersten Garde-Landwehr-Regiment versetzt. 1836 übernahm er das väterliche Gut Tolks. Er war Mitglied Kreistages, zeitweise Kreisdeputierter und Mitglied des Kreisausschusses sowie Amtsvorsteher. Von 1855 bis 1861 und 1863 war er Mitglied des Preußischen Abgeordnetenhauses und seit 1866 Mitglied des Preußischen Herrenhauses durch Präsentation des Grundbesitzes von Natangen-Samland.
Von 1877 bis 1881 und von 1884 bis 1893 war er Mitglied des Deutschen Reichstags für den Reichstagswahlkreis Regierungsbezirk Königsberg 5 (Heiligenbeil-Preußisch Eylau) und die Deutschkonservative Partei.

## Familie
Er heiratete am 9. November 1836 Alexandrine Körner (1812–1884). Das Paar hatte mehrere Kinder:
- Georg (1837–1930), Politiker ⚭ 1865 Magda Freiin von Printz (* 1848)
- Hermann (1839–1918), Forstmeister ⚭ 1876 Margarethe von Witzmann (* 1851)
- Alfred (1840–1904), preußischer Major ⚭ 1872 Sophie von Meyenn (* 1853)
- Hugo (1844–1870), gefallen bei St. Privat ⚭ 1870 Bertha von Bredow (* 1848)
- Elimar (* 1850), preußischer Major ⚭ 1876 Wilhelmine Heistermann von Ziehlberg (* 1852)